# Campioni italiani assoluti di atletica leggera indoor - Getto del peso maschile
Questa pagina raccoglie un elenco di tutti i campioni italiani dell'atletica leggera nel getto del peso indoor, specialità introdotta ai campionati italiani assoluti di atletica leggera indoor a partire dalla prima edizione del 1970 e attualmente ancora parte del programma della manifestazione.

## Albo d'oro
| Anno | Atleta (società)                                     | Prestazione |
| ---- | ---------------------------------------------------- | ----------- |
| 1970 | Renato Bergonzoni Gruppi Sportivi Fiamme Gialle      | 17,08 m     |
| 1971 | Renato Bergonzoni Gruppi Sportivi Fiamme Gialle      | 17,62 m     |
| 1972 | Renato Bergonzoni Unipol Reggio Emilia               | 17,78 m     |
| 1973 | Marco Montelatici ASSI Giglio Rosso                  | 17,36 m     |
| 1974 | Michele Sorrenti Fiat Torino                         | 18,16 m     |
| 1975 | Lukas Vassilios Grecia                               | 18,75 m     |
| 1976 | Angelo Groppelli Atletica Riccardi                   | 18,05 m     |
| 1977 | Marco Montelatici ASSI Giglio Rosso                  | 19,10 m     |
| 1978 | Marco Montelatici Fiat Iveco Torino                  | 20,00 m     |
| 1979 | Angelo Groppelli Atletica Riccardi                   | 18,72 m     |
| 1980 | Angelo Groppelli Atletica Riccardi                   | 19,77 m     |
| 1981 | Brian Oldfield Stati Uniti                           | 20,64 m     |
| 1982 | Luigi Sintoni Gruppi Sportivi Fiamme Gialle          | 19,55 m     |
| 1983 | Fernando Baroni Gruppi Sportivi Fiamme Gialle        | 18,11 m     |
| 1984 | Marco Montelatici Pro Patria Pierrel Milano          | 19,33 m     |
| 1985 | Alessandro Andrei Gruppo Sportivo Fiamme Oro         | 20,81 m     |
| 1986 | Marco Montelatici Pro Patria Freedent Milano         | 20,65 m     |
| 1987 | Fernando Baroni Gruppi Sportivi Fiamme Gialle        | 19,48 m     |
| 1988 | Leonardo Lazzeri ASSI Banca Toscana Firenze          | 17,96 m     |
| 1989 | Giorgio Venturi Gruppo Sportivo Fiamme Azzurre       | 18,08 m     |
| 1990 | Alessandro Andrei Gruppo Sportivo Fiamme Oro         | 19,51 m     |
| 1991 | Alessandro Andrei Gruppo Sportivo Fiamme Oro         | 19,14 m     |
| 1992 | Alessandro Andrei Gruppo Sportivo Fiamme Oro         | 19,55 m     |
| 1993 | Paolo Dal Soglio Centro Sportivo Carabinieri         | 20,30 m     |
| 1994 | Paolo Dal Soglio Centro Sportivo Carabinieri         | 19,52 m     |
| 1995 | Corrado Fantini Gruppi Sportivi Fiamme Gialle        | 19,33 m     |
| 1996 | Paolo Dal Soglio Centro Sportivo Carabinieri         | 20,70 m     |
| 1997 | Paolo Dal Soglio Centro Sportivo Carabinieri         | 20,47 m     |
| 1998 | Paolo Dal Soglio Centro Sportivo Carabinieri         | 20,36 m     |
| 1999 | Paolo Dal Soglio Centro Sportivo Carabinieri         | 20,37 m     |
| 2000 | Paolo Dal Soglio Centro Sportivo Carabinieri         | 20,08 m     |
| 2001 | Paolo Dal Soglio Centro Sportivo Carabinieri         | 20,46 m     |
| 2002 | Paolo Dal Soglio Centro Sportivo Carabinieri         | 20,62 m     |
| 2003 | Paolo Dal Soglio Centro Sportivo Carabinieri         | 20,06 m     |
| 2004 | Paolo Dal Soglio Centro Sportivo Carabinieri         | 19,47 m     |
| 2005 | Marco Dodoni Gruppo Sportivo Forestale               | 18,72 m     |
| 2006 | Marco Dodoni Gruppo Sportivo Forestale               | 19,28 m     |
| 2007 | Marco Di Maggio Centro Sportivo Aeronautica Militare | 19,20 m     |
| 2008 | Paolo Dal Soglio Centro Sportivo Carabinieri         | 18,61 m     |
| 2009 | Paolo Dal Soglio Centro Sportivo Carabinieri         | 19,20 m     |
| 2010 | Marco Di Maggio Centro Sportivo Aeronautica Militare | 18,47 m     |
| 2011 | Marco Di Maggio Centro Sportivo Aeronautica Militare | 18,41 m     |
| 2012 | Paolo Dal Soglio Centro Sportivo Carabinieri         | 18,78 m     |
| 2013 | Marco Dodoni Gruppo Sportivo Forestale               | 18,31 m     |
| 2014 | Daniele Secci Gruppi Sportivi Fiamme Gialle          | 18,64 m     |
| 2015 | Daniele Secci Gruppi Sportivi Fiamme Gialle          | 19,56 m     |
| 2016 | Daniele Secci Gruppi Sportivi Fiamme Gialle          | 19,35 m     |
| 2017 | Sebastiano Bianchetti Gruppo Sportivo Fiamme Oro     | 19,19 m     |
| 2018 | Leonardo Fabbri Centro Sportivo Aeronautica Militare | 19,17 m     |
| 2019 | Leonardo Fabbri Centro Sportivo Aeronautica Militare | 20,69 m     |
| 2020 | Leonardo Fabbri Centro Sportivo Aeronautica Militare | 21,45 m     |
| 2021 | Leonardo Fabbri Centro Sportivo Aeronautica Militare | 20,36 m     |
| 2022 | Nick Ponzio Athletic Club 96 Alperia                 | 21,34 m     |
| 2023 | Leonardo Fabbri Centro Sportivo Aeronautica Militare | 21,60 m     |